# Garmanella
Garmanella is een monotypisch geslacht van straalvinnige vissen uit de familie van de eierleggende tandkarpers (Cyprinodontidae).

## Soort
- Garmanella pulchra Hubbs, 1936